# 魔獣の王国
『魔獣の王国』（英：Devil World）は、1987年に当時のコナミ(現・コナミアミューズメント)がリリースしたアーケード版のアクションアドベンチャーゲームである。開発は『グラディウス』や『ライフフォース』（日本版）を手掛けたメンバーが行い、ゲームシステムの面でもパワーゲージの採用といった共通点がある。
また、上記とは別にゲームシステムが大幅に変更された『Dark Adventure』のタイトルバージョンもあるが、こちらも本項で取り上げる。
家庭用は2023年にアーケードアーカイブスの1作品としてPlayStation 4版とNintendo Switch版が配信。

## 概要
プレイヤーは記者のラブライナと、考古学者であるコンドル教授のパワーゲージの順番が異なる2人の中から1人を選び、魔王を倒し、魔界からの脱出を目指す。ライフ制と残機制を併用したシステムとなっており、攻撃を受けるとライフが減り、ライフが0になると残機が1減る。ただし溶岩や崖下に転落したり、特定の敵の攻撃を受けたりするとライフの残量に関係なく残機が減る。またライフは時間経過とともに少しずつ減少していくので、食料を取って回復する必要もある。攻撃を受けると吹き飛ばされる場合があるが、復帰時に無敵時間がないため、吹き飛ばされた位置によっては立て続けに攻撃を受け、たちまちミスとなることもあった。ミスした場合は、ミスになった位置に復活する。この際、いくらかの無敵時間があるが、パワーアップは全て失われるため、面や状況によっては復活は困難なゲームバランスになっていた。コンティニューは3回まで可能だが、最終ボスの魔王との戦いではコンティニュー不可になる。なお、エンディングは2種類存在するが、条件は全面クリア時のスコアの1万の位が奇数か偶数かで変わる(奇数なら「筏で海を漂流するエンディング」、偶数なら「自由の女神の上に着いてしまったエンデイング」)。
操作は8方向レバーと3ボタンを使って行い、3ボタンはそれぞれショット（武器発射）、ジャンプ、パワーアップ選択に対応している。ジャンプは空中を飛んでいるコウモリなどに攻撃でき、足場のない地形を移動する手段としても使えたが、上空からの見下ろし視点のため空間的な感覚が掴みづらく、また、少しでも斜めに移動しながらジャンプすると、想定外の方向に飛び奈落の底へ転落するケースも見られた。
武器はレバーを入れる方向により微妙な位置調整が可能で、レバーを入れる直前に向いていた方向などにより16方向に撃つことができたが、それにより逆に特定の敵を狙うのが難しくなっていた。連射できる武器を前方に歩きながら拡散させるように撃つか、攻撃範囲の広い武器で攻撃するなどの工夫が必要であった。

## ストーリー
考古学者のコンドル教授は、遺跡から太古の棺を発見した。しかし、現地で記者会見を行っているときに、突然その棺から蘇った王が飛び出してきて、コンドル教授と女性レポーターのラブライナを魔界に引きずり込んでしまった。コンドル教授とラブライナの2人は、魔王を倒して元の世界へ生還するために、魔界を冒険する旅に出た。

## ゲームシステム
草原、ジャングル、火山など全16ステージ構成。プレイヤーは、考古学者コンドル教授か女性レポーターのラブライナを8方向レバーと3つのボタンで操作する。自機設定は、人数＋ライフ（バイタリティ）制が採用されている。ボタンは、左からパワーアップ、ショット（武器使用）、ジャンプである。ジャンプは高台に乗ったり、障害物を飛び越えるのに使用する。このほか1Pボタンは、広いフィールドで迷子にならないためのマップ表示ボタンにも対応しており、マップには現在位置、鍵、出口の位置が記されている。
ゲーム中に一定数の敵を倒すごとにパワーボールが出現する。パワーボールを取っていくと、画面下に表示されるパワーアップできる武器のメーター（パワーアップ・ゲージ）表示が移り変わり、好みの武器のところでパワーアップボタンを押して装備する。コンドル教授とラブライナでパワーアップの表示順序は異なるが、パワーアップできる武器は同じである。

## パワーアップ
スピードアップ
プレイヤーの移動速度とジャンプの距離が少し上がる。「グラディウスシリーズ」と異なり1段階のみ。
ダイナマイト
破壊力のあるダイナマイトを投げられるようになる。この装備のみ手持ちの武器と同時に使用可能。ダイナマイトは放物線を描くため、一部の地形や障害物を越えて攻撃できる。
マシンガン
連射可能なマシンガンを撃てるようになる。
ファイア
連続照射できる火炎放射器で、一直線上に壁も貫通する炎が撃てるようになる。連射はできないが破壊力が強く、ザコをまとめて一掃できた。
バズーカ
他のものに当たると攻撃範囲の大きい爆風を出すバズーカが撃てるようになる。その分弾速は遅く、連射も効かない。爆風は4方向に飛び、爆発範囲にあるすべてのものにダメージを与える。
レーザー
敵を貫通し、連射可能なレーザーが撃てるようになる。攻撃判定があまり大きくなく速度も速いものではないため、狙って敵に当てるのは難しかった。
ショットガン
攻撃範囲の広いショットガンを扇状に撃てるようになる。単発であるが10方向に同時に撃てる。
?
盾（シールド）を装備し、正面からの攻撃を防ぐ。

## Dark Adventure
『魔獣の王国』の海外版は先述の『Devil World』の他に北米地域でのみ流通したゲームシステムが大幅に変更されたバージョンの『Dark Adventure』が存在する。主な変更点は以下の通り。
- プレイヤーキャラとして、若き考古学者のゾロックが加わり、3人同時プレイが可能（コインスロットは各キャラ独立）。ちなみに日本版のポスターイラストに描かれている「コンドル教授の後ろで槍を持った若者」が彼であるが、日本版と北米以外の海外版ではゲーム中に登場しない。
- パワーアップ方法はゲージ式が廃止され、アイテム取得方式に変更。
- プレイヤーの初期装備が飛び道具から近接戦武器に変更（キャラによって異なる、これに伴いマシンガン、ショットガン、バズーカは削除）。
- 時間経過による体力の減少が早い。
- 通常のステージクリア方式を廃止し、ステージ間の移動が自由になり、探索型のゲームシステムに変更、それにより、ステージ数が大幅に追加されている。
- コンティニュー回数が無制限になり、クレジットを追加した時点で残機が追加される。
- 最終ボスの戦いでもコンティニューが可能。
- エンディングは1種類に固定されている。

## 移植版
| No. | タイトル   | 発売日        | 対応機種                      | 開発元 | 発売元     | メディア                              | 備考                                                  | 出典                    |
| --- | ---------- | ------------- | ----------------------------- | ------ | ---------- | ------------------------------------- | ----------------------------------------------------- | ----------------------- |
| 1   | 魔獣の王国 | 2023年8月17日 | PlayStation 4 Nintendo Switch | コナミ | ハムスター | ダウンロード (アーケードアーカイブス) | 欧州版（DEVIL WORLD）、北米版（DARK ADVENTURE）も収録 | [ 2 ] [ 3 ] [ 4 ] [ 5 ] |

アーケードアーカイブス版
日本版の他に欧州版（DEVIL WORLD）、北米版（DARK ADVENTURE）も収録。「こだわり設定」ではゲームスピードの調整、影の描画の再現、使用キャラクターの切り替えの設定が可能。ハイスコアモード及びキャラバンモードでは日本版と北米版とを選べる。